# Harpactea stalitoides
Harpactea stalitoides este o specie de păianjeni din genul Harpactea, familia Dysderidae, descrisă de Ribera, 1993.
Este endemică în Portugal. Conform Catalogue of Life specia Harpactea stalitoides nu are subspecii cunoscute.